# Thomas Chalmers
Thomas Chalmers (Anstruther, Fife grófság, 1780. március 17. – Morningside, 1847. május 31.) skót teológus és hitszónok, matematikus, a skót szabad presbiteri egyház alapítója.

## Élete
1795-től 1798-ig St. Andrews-ban teológiát, matematikát, természetbölcsészetet és kémiát tanult; néhány évig mennyiségtan-tanár volt, 1803-ban lelkész lett Kilmanyban, 1815-ben Glasgowban, 1823-ban a morálfilozofia tanára St. Andrewsban, 1828-ban a teólogia tanára Edinburghban. Sikerrel fáradozott az egyházi diakonátus kiképzése és új életre ébresztése körül. A francia Institut levelező tagjává választotta s a cambridge-i egyetem a jogtudomány doktorává avatta. 1843-ban kilépett az állami egyházból és a skót nemzeti egyházat alapította. Az első gyűlésen ő elnökölt s mint az új egyház pastor primariusa buzgón működött egészen haláláig. Mint nemzetgazda kivált annyiból érdekes jelenség, mert erősen hangsúlyozta a kereszténységnek a gazdasági életre való befolyását. Egyebekben Ricardónak, de kivált Malthus tanának buzgó védelmezőjeként ismerték. Temetésén Edinburgh város lakosságának a fele jelen volt.
Művei 25 kötetben vannak összegyűjtve (London, 1849) ehhez járul hátrahagyott iratainak 9 kötete, míg 12 kötetre rúgó válogatott műveit Hanna adta ki (Edinburgh 1854-57).

## Fontosabb művei

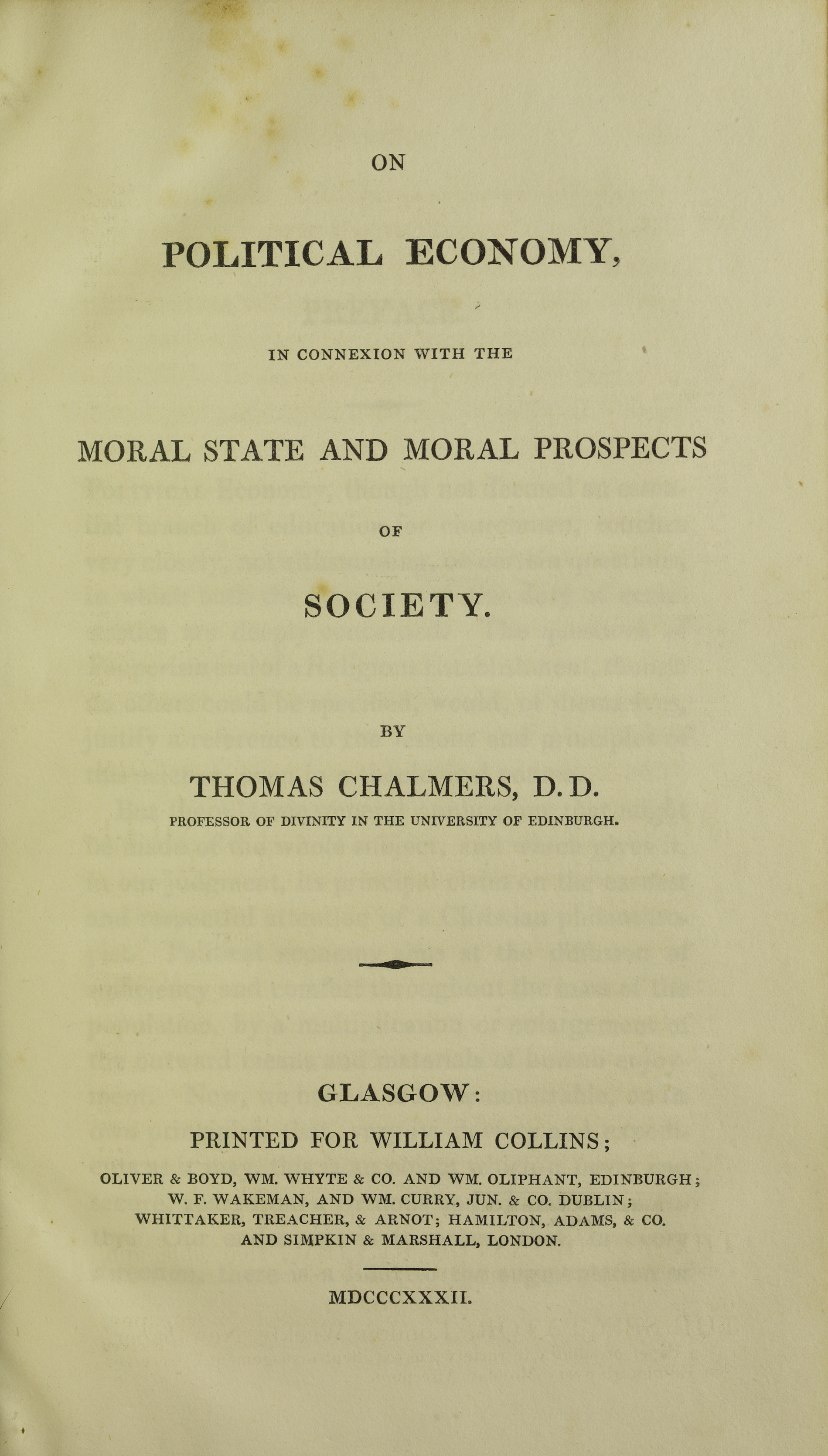
On political economy, 1832

- The adaptation of external nature to the moral and intellectual condition of man (Edinburgh 1839, 2 köt.)
- Treatise on political economy in connexion with the moral prospects of society (uo. 1832), a Malthus által felállított elmélet védelme
- The civil and Christian economy of large towns, (uo. 1821, 3 köt.)
- Evidences of the Christian revelation (újabb kiadás 1879)